# 米山寅太郎
米山 寅太郎（よねやま とらたろう、1914年2月5日 - 2007年4月19日）は、日本の漢字学者。

## 人物・来歴
長野県出身。東京文理科大学を卒業後、同校助手となる。1949年諸橋轍次編の『大漢和辞典』で、用例を充実する仕事を引き受ける。1960年の完成後、1966年から修訂作業を始め、1986年に完成させた。静嘉堂文庫長、静嘉堂文庫美術館長も務めた。
1986年に勲三等瑞宝章を受章した。2007年4月19日、呼吸不全のため死去。

## 著書
- 『図説中国印刷史』汲古書院<汲古選書>、2005年2月

### 共編著
- 『新漢和辞典』（諸橋轍次・渡辺末吾・鎌田正と共著）大修館書店、1963年
- 『諸橋轍次著作集』全10巻（鎌田正と編者代表）大修館書店、1975年 - 1977年
- 依田利用『韓非子 校注』全3巻（長沢規矩也と共編）汲古書院、1980年

鎌田正との共編著
- 『漢詩名句辞典』大修館書店、1980年6月
- 『漢語林』大修館書店、1987年2月
- 『故事成語名言大辞典』大修館書店、1988年10月
- 『大漢語林』大修館書店、1992年6月
- 『大漢語林語彙総覧』大修館書店、1993年2月
- 『漢文名言辞典』大修館書店、1995年9月
- 『大漢和辞典 補巻』大修館書店、2000年4月
- 『大修館漢語新辞典』大修館書店、2001年4月
- 『新漢語林』大修館書店、2004年12月